# Tapeswar Narain Raina
Tapeswar Narain Raina fue un militar y diplomático, indio.
- De octubre de 1938 a marzo de 1941 fue miembro de la cuarta Punjab University Training Corps (UTC).
- De marzo a mayo de 1941 fue cadete de la  Royal Fuerza Aérea India.
- Se incorporó a la Escuela de Formación del oficial de Ejército en Mhow
- El 12 de abril de 1942 fue designado Subteniente  en el Kumaon Regiment
- Hasta el 2 de diciembre de 1942 fue entrenado en Agra, donde el Brigadier Charles John Attfield (1898-1981) estaba al mando.
- En marzo de 1943 fue en el Irak con el 1er Batallón bajo el comando de en:Dudley Russell.
- En 1945, en la etapa final de la campaña de en:William Slim, 1st Viscount Slim su Batallón operaba en en:Lower Burma.
- Después de la derrota de Japón hasta junio de 1946 su Batallón fue empleado en Indochina e Indonesia para opresar la resistencia contra el régimen colonial.
- Raina fue herido en un accidente de granada que resultó en la pérdida de un ojo y tenía un ojo de vidrio en su lugar.
- Su batallón fue entrenado como paracaidistas
- En febrero de 1947 fue designado ayudante del batallón.
- En noviembre de 1947 Tappy fue designado Mayor y instructor de la Escuela de Infantería.
- En 1948 hizo su curso de Estado Mayor, que fue seguido por una temporada en la Dirección de Operaciones Militares en el Cuartel General del Ejército.
- En 1962 durante la Guerra sino-india Tapishwar Narain Raina fue designada Comandante Brigada en la región de Ladakh y decorado con el en:Maha Vir Chakra y fue ascendido al rango de General de Brigada y ordenó Corps en Siliguri, West Bengal.
- En 1971 alcanzó el grado de Teniente General y fue General en el mando del sector Khulna. Por su liderazgo valiente en la Guerra indo-pakistaní de 1971 fue decorado con el Padma Bhushan.
- De 1971 a 1978 fue Coronel de Kumaon y Naga Regimientos
- De 1975 a 1978 fue Jefe de Estado Mayor del Ejército.
- Desde febrero de 1979 fue Alto Comisionado en Ottawa.
- Su cuerpo fue llevado en un ataúd al crematorio eléctrico de Nigambodh Ghat.
- El 25 de mayo de 1980 fue incinerado con todos honores militares y sus cenizas fueron esparcidas en Haridwar en el Ganges.[1]